# Tichá pošta (film, 2025)
Tichá pošta je česko-slovensko-srbský dobrodružný rodinný film z roku 2025 režiséra Jána Sebechlebského. Scénář napsal Sebechlebský společně s Klárou Formanovou podle stejnojmenné novely Jiřího Stránského, která vychází ze skutečných událostí. Premiéra filmu v českých kinech proběhla 27. února 2025.

## Příběh
Snímek se odehrává v zasněžených Krkonoších na sklonku druhé světové války. Skupinka dětských hrdinů zachraňuje sestřeleného francouzského pilota. Jejich akce připomíná princip hry na tichou poštu – pilota si předávají mezi horskými vesnicemi jako utajenou zprávu ve škole. Hrají ale riskantní hru, protože proti nim stojí smrtelně nebezpeční vojáci německé okupační armády, musí přelstít zrádce a udavače a v neposlední řadě přežít v krutých podmínkách zimy na horách.

## Festivaly
- 65. Zlín International Film Festival for Children and Youths,  Česko, 29/5 — 4/6/2025
- 78. Locarno Film Festival,  Švýcarsko, 6/8 — 16/8/2025, mezinárodní premiéra
- Buster - Copenhagen International Film Festival for Children and Youth,  Dánsko, 20/9 — 3/10/2025
- 38. Finále Plzeň,  Česko, 26/9 - 1/10/2025, hlavní soutěž

## Recenze
- Vojtěch Rynda, Reflex
- Jan Lukeš, Forum 24
- Věra Míšková, novinky.cz
- Mirka Spáčilová, iDNES.cz
- Jana Podskalská, denik.cz
- crom, moviezone.cz
- Deni Hartmannová, GrapesMag
- Tom Bejvl, Plotpoint
- Jana Šintáková Michalicová, Kritiky.cz

## Obsazení
| Matěj Hádek            | Soukup    |
| Judit Pecháček         | Soukupová |
| Karel Dobrý            | Erlebach  |
| Antonie Formanová      | Učitelka  |
| Petr Forman            | Vičan     |
| Roman Poláčik          | Gollwitz  |
| Daniel Fischer         | Tománek   |
| Jean-Thierry d’Almeida | Pierre    |
| Denis Šafařík          | Milouš    |
| Jacob Erftemeijer      | Hans      |

## Výroba
Film produkovaly společnosti 8Heads Productions, Arinafilm a Living Pictures. Na výrobě filmu se podílely Česká televize, Rozhlas a televízia Slovenska, Barrandov Studio a Moss & Roy, snímek byl podpořen Státním fondem kinematografie, slovenským Audiovizuálným fondem a Ministerstvem kultury Slovenské republiky. Distributorem filmu je Cinemart.
Film se natáčel v Ústeckém, Libereckém a Plzeňském kraji i v dalších lokacích, rovněž na Slovensku. Natáčení o délce 32 dní bylo zahájeno na konci ledna 2024 a dokončeno v polovině března 2024. Triková postprodukce probíhala v Praze a Bělehradě.
Premiéra v českých kinech proběhla 27. února 2025.
Film byl v listopadu 2024 prezentován jako work in progress na filmovém festivalu Tallinn Black Nights v dětské sekci Just Film.

Mezinárodní premiéra filmu se odehraje na filmovém festivalu v Locarnu dne 13. 8. 2025.